# FMRシリーズ
FMRシリーズ（エフエムアールシリーズ） は、富士通が販売していた独自仕様のビジネス向けパーソナルコンピューター（パソコン）のシリーズ名である。

## 概要
1987年2月に発売開始。同社が販売していたFM-16βの後継機にあたり、富士通のビジネス向けパソコンの主力を担った。複数のパーテーションへ異なるOSをインストールでき、マルチブートも可能であり、又、SCSI接続したHDD間の任意のパーテーションの複製を簡単に行う事ができた。
1993年にDOS/Vを採用したPC/AT互換機、FMVシリーズが登場してラインナップの縮小が始まり、1995年にWindows 95が出るまで（最終機種は1998年4月発売のFMR-280A4/L4・FMR-250L4）販売された。
アーキテクチャはFM-16βから引き続きx86系CPUを採用し、オペレーティングシステム（OS）はMS-DOS系を標準採用。MS-DOSのメモリ空間は他機種の640KBより若干多い768KBを連続して確保できた（前機種FM-16βは当初CP/M-86を標準OSとしたため、ソフトウェアの品揃えに恵まれなかった。その後MS-DOSも発売されている）。
他にOS/2、Microsoft Windows 3.xなどが動作した（FMR-280にはWindows 95も移植された）。
同社のワープロ専用機、OASYSシリーズで実績のあるかな漢字変換機能「OAK」を全シリーズで採用。ソフトウェア開発支援を行うなどラインナップの充実を図り、ビジネス向けの国産16ビットパソコンとしては健闘した。最終的に日本電気 (NEC) のPC-9800シリーズの地位を揺るがすほどではなかったものの、「イコールNEC」のイメージが強い日本の官公庁、特に国公立の教育機関に一定のシェアを確保していた（教育市場向けのモデルも発売されていた）。また同社大型汎用機やスーパーコンピュータの端末（F6680互換エミュレータ端末）としてかなりの数が、多くの銀行などの金融機関へ納品された。また、今は無きチケットセゾンでは店頭設置端末として使われていた。その他の使用例として、全銀協プロトコル対応のファームバンキング端末やファミリーコンピュータの開発機としても使用されていた。
松下電器のPanacom Mシリーズは本機のOEM。
1992年から1994年にかけて、それまでの富士通のFMRシリーズとは異なるEISAバス対応のPC/AT互換アーキテチャが採用されたPCサーバ機種が販売され、FMRの冠が付けられた。

## シリーズ
各シリーズ間の互換性はハードウェアではなくOSのシステムコール(FBIOS)によって吸収できるようになっていた。一部機種については松下電器(現パナソニック)へOEMされた。

### FMR-30系
液晶ディスプレイ一体型の省スペースデスクトップの系列。
640×400ドット モノクロ2階調の表示性能を基本とする。
FMR-30BX以降はキーボードの一体化収納が可能な構造となり、キャリングハンドル(移動用の取っ手)が付いていたが、デスクからデスクへの移動といった目的のためのものでありバッテリー駆動が可能な機種は存在しない。

#### 機種
- FMR-30FD/HD
- FMR-50FD/HD、FMR-60FD/HDと同時に発表されたFMR-30系の最初の機種グループ。
  - 逆T字型の液晶一体型の筐体にワイヤレスキーボードという独特なスタイルで登場した。
  - 本体にタッチパネル機能を持ったサブディスプレイを内蔵可能(オプション)。
  - CPUは8086のCMOS版である80C86。
- 逆T字型の筐体は斬新ではあったが、キーボードを含めると設置面積の点であまり省スペースとは言えず、次モデル以降は箱形の筐体となった。
- FMR-30BX
  - 筐体は、液晶前面部にキーボードを収納可能な「トランスポータブル」と呼ばれる箱形。
  - FMR-30FD/HDで逆T字形の土台部にあったサブディスプレイ搭載機能は廃止された。
  - FDDモデルのみで、ハードディスクの内蔵は不可能。
  - CPUはFMR-30FD/HD同様、80C86。
- FMR-30HX
  - FMR-30BXと同様のキーボード収納可能な箱形の筐体で、本体上部にカラー熱転写プリンタ(FMPR-204W)を一体化して搭載することが可能。
  - ハードディスクの内蔵が不可能であったFMR-30BXに対して、本モデルはハードディスク内蔵モデルのみのラインナップとなった。
  - このモデルより、CPUが80286相当の80C286となった。
  - 液晶画面がバックライト内蔵の白色液晶となり、視認性が大幅に向上した。

### FMR-50系
640×400ドットのグラフィック表示機能を持つ、FMRシリーズの中核となる系列。
当初のデスクトップから、ラップトップ機やノート機、派生形である超軽量ノートFMR-CARD系が発売されたほか、コンシューマー市場向けのマルチメディアパソコンFM TOWNSシリーズもテキストVRAM等をソフトウェアでエミュレーションするという形で本系列との互換性を持っていた。

#### デスクトップ機
- FMR-50FD/HD
FMR-30FD/HD、FMR-60FD/HDと共に発表された、FMR-50/250系列の初代機種。
  - FDはフロッピーディスクのみ搭載、HDはハードディスクを搭載したモデル。
  - CPUは80286 8MHz。
- FMR-50FX/HX
CPUが80286 12MHzに高速化されたモデル。
- FMR-50SFX/SHX/SIIFX/SIIHX
SのCPUは80286 8MHz、SIIはi386SX 16MHz。
- FMR-50HE
CPUにi386SX 16MHzを搭載。
- FMR-50HE2/3
CPUにi386SX 20MHzを搭載。

#### ラップトップ機
ノートブック型の台頭により比較的短命であったが、デスクトップ型FMRシリーズより小型化された拡張カード規格は、ノートブック機のI/O拡張ユニットや、汎用拡張スロットを持つFM TOWNSシリーズにも継承された(FM TOWNSでは純正オプションの「LTカード接続アダプタ」経由)。
- FMR-50LT
単色16階調表示プラズマディスプレイ採用したラップトップ機。CPUは80286(8MHz)。標準で1MB(MAX 3MB)のRAM搭載。本体内に拡張スロットを2つ持つ。3.5インチFDD(1MB)x2のLT2とFDDx1+20MBHDDのLT5、各々JISと親指シフトのキーボードA,Bタイプあり。

#### トランスポータブル機
液晶ディスプレイ一体型の省スペース・可搬型デスクトップ機で、液晶ディスプレイ前面にキーボードの収納が可能な箱形筐体を持つ。拡張カード類はラップトップ機と共通。
- FMR-50TX

#### ノートブック機
同時期の他社のノートブックパソコンではフロッピーディスクドライブ(FDD)1機とFDD互換のRAMディスクによる2ドライブ運用が一般的であったが、本系列ではそれに加えてICカードスロットも装備しており、ROMカードによって供給されるアプリケーションソフトを使用すれば、フロッピーディスク2台で運用しにくい大規模なアプリケーションソフトでも実用的に使用することができた。JISと親指シフトキーボードの2タイプあり、本体内蔵で後から取り替えは出来ない。
- FMR-50NB1
FMRシリーズ初のノートパソコン。CPUは80C286(8MHz)。A4ファイルサイズで2.5kg。標準で2MB(MAX 4MB)搭載(RAMディスク分1.25MBを含)。16階調FLバックライト付液晶。
- FMR-CARD、FMR-CARD/E　　単三乾電池で８時間駆動する、重さ 990g の軽量パソコン。CPU は、80C286 8MHz(5V昇圧駆動時)/4MHz(3V駆動時)。ICメモリーカードスロットを２つ搭載しており、FMR系の多くのソフトが利用できた。
- FMR-50NBX
CPUはi386SX(16MHz)。メモリーは標準2MB搭載。ハードディスクドライブ(20MB)を搭載。拡張メモリースロット、ICメモリーカードスロット装備。
- FMR-50NB2/NBX2
CPUは80C286(12MHz)/i386SX(20MHz)。標準で2MB(MAX 10MB)搭載(RAMディスク分1.25MBを含)。特徴として専用拡張スロットが2つあり(1つは増設バッテリ専用)、最大で標準x1+増設x2のバッテリ搭載可能。NB2はFDDx1のみ、NBX2はFDDx1,FDDx1+40MHDD,FDDx1+60MBHDDの3タイプで、HDDは専用パック形式で脱着可能で共通。
- FMR-50CARD
FDDとHDDを搭載しながらも他のノートブックシリーズより大幅に薄い28mmの薄さを実現した。主に開発を担当したのは松下電器であり、同社のPanacom Mシリーズとしても同等機種が発売された。
CPUはi386SX(16MHz)。標準で2MB(MAX 10MB)搭載(RAMディスク分1.25MBを含)。ICカードがJEIDA Ver.4準拠になる。FDDx1とFDDx1+40MBHDDの2タイプ。HDDは専用パック形式で脱着可能。
- FMR-50NL
- FMR-50NE
- FMR-50NE/T

### FMR-60/70/80系

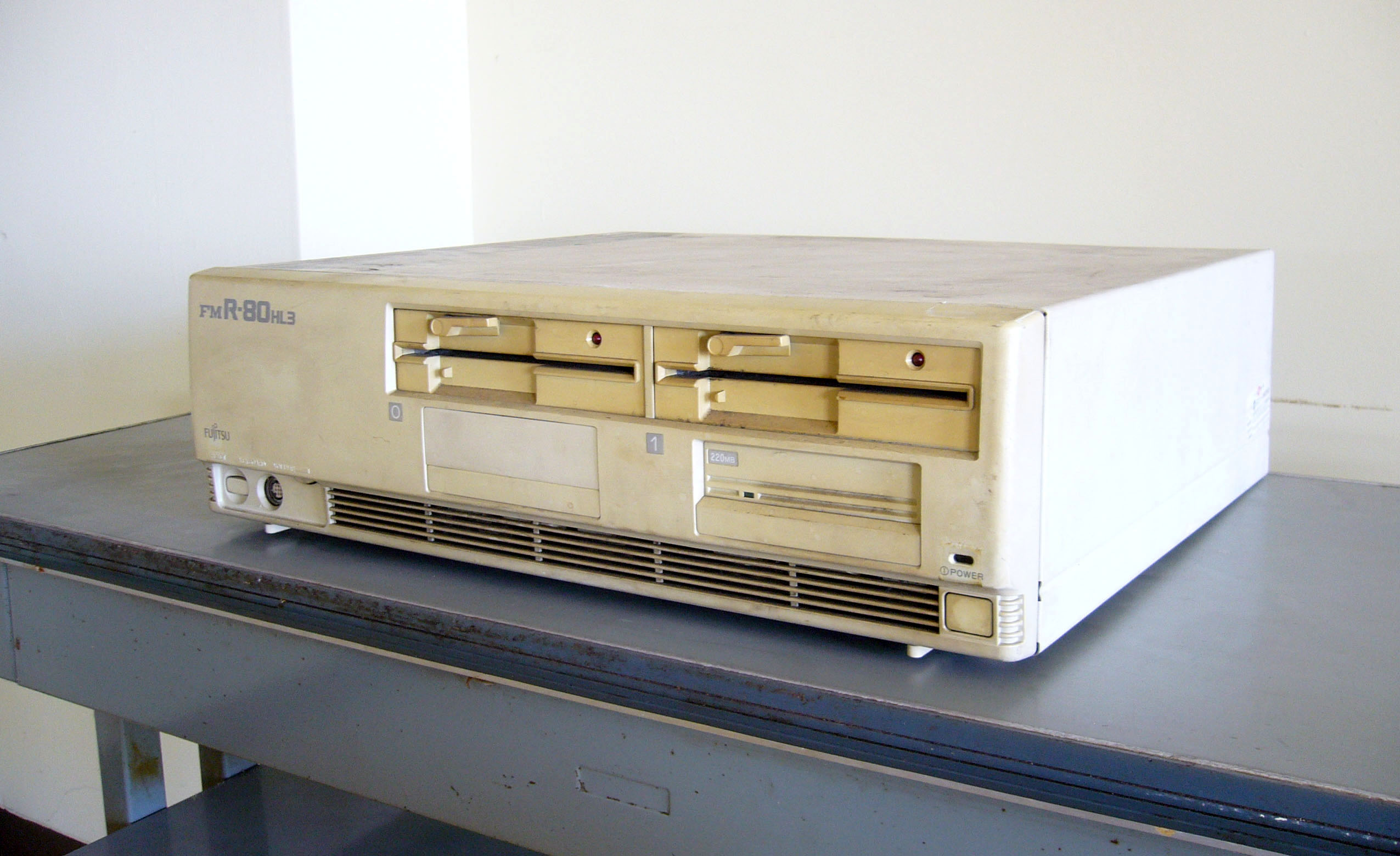
FMR-80HL3

1120×750ドットのグラフィック解像度を持つハイレゾリューション機の系列。
文字キャラクターが24×24ドットで構成されるため、当時は24ドット機とも呼ばれた。
そのままではFMR-50系との互換性を持たないが、オプションの16ドット表示カードを搭載する事によりFMR-50系列との互換性を持つことができるようになっていた。
FMR-50系列がCPUが変更されてもシリーズ名を踏襲していたのと対照的に、本系列では基本アーキテクチャは同一ながらもCPUが80386,80486と変更される度にFMR-60→70→80とシリーズ名が変更された。

#### 機種
- FMR-60FD/HD
FMR-50FD/HD、FMR-30FD/HDと共に発表された、FMR-60/70/80/280系列の初代機種。
  - CPUは80286 8MHz。
- FMR-60FX/HX
  - CPUが80286-12MHzに高速化された。
- FMR-60HE
  - CPUに80386SX-16MHzを搭載。
  - この世代より、この系列にはFDDのみ搭載のモデルは用意されなくなった。
- FMR-60HE2/3
  - CPUに80386SX-20MHzを搭載。
  - HE2とHE3の違いは内蔵HDDの容量による(HE2 40MB、HE3 120MB)。
- FMR-70HD
FMRシリーズとして初めてCPUに32bitの80386を搭載した。
  - CPUは80386DX-16MHz。
  - ハードディスク搭載モデルのみでFDモデルは用意されなかった。また、FMR-50系列との互換性確保のための16ドット表示カードには非対応となった。
- FMR-70HX
  - 特にFMR-70HX3においては、当時のマルチウィンドウ、かつプリエンプティブ・マルチタスクOSである富士通 日本語MS OS/2 (1989年7月時点でVer.1.0)の動作を想定したスペックであることが商品カタログでは強調されており、OS/2専用キー配列に対応したキーボードも選択可能とされていた。
  - FMR-70HX2S(FDD3.5インチモデル)のみ70HXシリーズでの最新機種として追加されていた。

| 機種                   | 機種                   | FMR-70HX1 model 20 | FMR-70HX1 model 40 | FMR-70HX2S model 40 | FMR-70HX2S model 75 | FMR-70HX2 model 40 | FMR-70HX2 model 75 | FMR-70HX3 model 85 | FMR-70HX3 model 170 |
| ---------------------- | ---------------------- | --- | --- | --- | --- | --- | --- | --- | --- |
| 型名                   | 型名                   | FMR70HX1M2 | FMR70HX1M4 | FMR70HX2S4 | FMR70HX2S7 | FMR70HX2M4 | FMR70HX2M7 | FMR70HX3M8 | FMR70HX3A7 |
| CPU                    | CPU                    | 386 (16MHz) | 386 (16MHz) | 386 (20MHz) | 386 (20MHz) | 386 (20MHz) | 386 (20MHz) | 386 (25MHz 0 Wait※) ※但し、リード時はキャッシュヒット時                                                                         | 386 (25MHz 0 Wait※) ※但し、リード時はキャッシュヒット時                                                                         |
| 数値演算プロセッサ     | 数値演算プロセッサ     | 387(オプション) | 387(オプション) | 387(オプション) | 387(オプション) | 387(オプション) | 387(オプション) | 387(オプション) | 387(オプション) |
| ROM                    | ROM                    | 16KB | 16KB | 16KB | 16KB | 16KB | 16KB | 16KB | 16KB |
| キャッシュメモリ       | キャッシュメモリ       | ー | ー | ー | ー | ー | ー | 32KB | 32KB |
| R A M                  | メインRAM              | 標準2MB 最大16MB | 標準2MB 最大16MB | 標準2MB 最大16MB | 標準2MB 最大16MB | 標準2MB 最大16MB | 標準2MB 最大16MB | 標準4MB 最大16MB | 標準4MB 最大16MB |
| R A M                  | グラフィックVRAM       | 512KB | 512KB | 512KB | 512KB | 512KB | 512KB | 512KB | 512KB |
| R A M                  | 漢字VRAM               | 4KB | 4KB | 4KB | 4KB | 4KB | 4KB | 4KB | 4KB |
| R A M                  | テキストVRAM           | 4KB | 4KB | 4KB | 4KB | 4KB | 4KB | 4KB | 4KB |
| キャラクタ表示         | キャラクタ表示         | 表示文字数：2000文字 | 表示文字数：2000文字 | 表示文字数：2000文字 | 表示文字数：2000文字 | 表示文字数：2000文字 | 表示文字数：2000文字 | 表示文字数：2000文字 | 表示文字数：2000文字 |
| グラフィックス表示     | グラフィックス表示     | 1120×750ドット、色指定は4096色中16色                                                                                            | 1120×750ドット、色指定は4096色中16色                                                                                            | 1120×750ドット、色指定は4096色中16色                                                                                            | 1120×750ドット、色指定は4096色中16色                                                                                            | 1120×750ドット、色指定は4096色中16色                                                                                            | 1120×750ドット、色指定は4096色中16色                                                                                            | 1120×750ドット、色指定は4096色中16色                                                                                            | 1120×750ドット、色指定は4096色中16色                                                                                            |
| 日本語表示             | 日本語表示             | 40桁×25行(24ドット×24ドット)、(FM-OASYSでは46桁表示)                                                                            | 40桁×25行(24ドット×24ドット)、(FM-OASYSでは46桁表示)                                                                            | 40桁×25行(24ドット×24ドット)、(FM-OASYSでは46桁表示)                                                                            | 40桁×25行(24ドット×24ドット)、(FM-OASYSでは46桁表示)                                                                            | 40桁×25行(24ドット×24ドット)、(FM-OASYSでは46桁表示)                                                                            | 40桁×25行(24ドット×24ドット)、(FM-OASYSでは46桁表示)                                                                            | 40桁×25行(24ドット×24ドット)、(FM-OASYSでは46桁表示)                                                                            | 40桁×25行(24ドット×24ドット)、(FM-OASYSでは46桁表示)                                                                            |
| 漢字ROM                | 漢字ROM                | JIS第一水準 / JIS第二水準 、JIS非漢字 、ユーザ登録188種                                                                         | JIS第一水準 / JIS第二水準 、JIS非漢字 、ユーザ登録188種                                                                         | JIS第一水準 / JIS第二水準 、JIS非漢字 、ユーザ登録188種                                                                         | JIS第一水準 / JIS第二水準 、JIS非漢字 、ユーザ登録188種                                                                         | JIS第一水準 / JIS第二水準 、JIS非漢字 、ユーザ登録188種                                                                         | JIS第一水準 / JIS第二水準 、JIS非漢字 、ユーザ登録188種                                                                         | JIS第一水準 / JIS第二水準 、JIS非漢字 、ユーザ登録188種                                                                         | JIS第一水準 / JIS第二水準 、JIS非漢字 、ユーザ登録188種                                                                         |
| 補助記憶 装置          | フロッピィ             | 5インチ2ドライブ(1MB/640KB兼用型)                                                                                               | 5インチ2ドライブ(1MB/640KB兼用型)                                                                                               | 3.5インチ2ドライブ(1MB/640KB兼用型)                                                                                             | 3.5インチ2ドライブ(1MB/640KB兼用型)                                                                                             | 5インチ2ドライブ(1MB/640KB兼用型)                                                                                               | 5インチ2ドライブ(1MB/640KB兼用型)                                                                                               | 5インチ2ドライブ(1MB/640KB兼用型)                                                                                               | 5インチ2ドライブ(1MB/640KB兼用型)                                                                                               |
| 補助記憶 装置          | ハードディスク         | 20MB | 40MB | 40MB | 75MB | 40MB | 75MB | 85MB | 170MB |
| キーボード             | キーボード             | ①JISキーボード ②JISキーボード（エミュレータ対応）③親指シフトキーボード ④親指シフトキーボード（エミュレータ対応） 以上より選択。 | ①JISキーボード ②JISキーボード（エミュレータ対応）③親指シフトキーボード ④親指シフトキーボード（エミュレータ対応） 以上より選択。 | ①JISキーボード ②JISキーボード（エミュレータ対応）③親指シフトキーボード ④親指シフトキーボード（エミュレータ対応） 以上より選択。 | ①JISキーボード ②JISキーボード（エミュレータ対応）③親指シフトキーボード ④親指シフトキーボード（エミュレータ対応） 以上より選択。 | ①JISキーボード ②JISキーボード（エミュレータ対応）③親指シフトキーボード ④親指シフトキーボード（エミュレータ対応） 以上より選択。 | ①JISキーボード ②JISキーボード（エミュレータ対応）③親指シフトキーボード ④親指シフトキーボード（エミュレータ対応） 以上より選択。 | ①JISキーボード ②JISキーボード（エミュレータ対応）③親指シフトキーボード ④親指シフトキーボード（エミュレータ対応） 以上より選択。 | ①JISキーボード ②JISキーボード（エミュレータ対応）③親指シフトキーボード ④親指シフトキーボード（エミュレータ対応） 以上より選択。 |
| 標準 I/M               | CRT                    | カラー内蔵（アナログRGBセパレート）、白黒内蔵（アナログセパレート）                                                             | カラー内蔵（アナログRGBセパレート）、白黒内蔵（アナログセパレート）                                                             | カラー内蔵（アナログRGBセパレート）、白黒内蔵（アナログセパレート）                                                             | カラー内蔵（アナログRGBセパレート）、白黒内蔵（アナログセパレート）                                                             | カラー内蔵（アナログRGBセパレート）、白黒内蔵（アナログセパレート）                                                             | カラー内蔵（アナログRGBセパレート）、白黒内蔵（アナログセパレート）                                                             | カラー内蔵（アナログRGBセパレート）、白黒内蔵（アナログセパレート）                                                             | カラー内蔵（アナログRGBセパレート）、白黒内蔵（アナログセパレート）                                                             |
| 標準 I/M               | RS-232C                | 1ポート | 1ポート | 1ポート | 1ポート | 1ポート | 1ポート | 1ポート | 1ポート |
| 標準 I/M               | プリンタ               | 1ポート（セントロニクス準拠）                                                                                                   | 1ポート（セントロニクス準拠）                                                                                                   | 1ポート（セントロニクス準拠）                                                                                                   | 1ポート（セントロニクス準拠）                                                                                                   | 1ポート（セントロニクス準拠）                                                                                                   | 1ポート（セントロニクス準拠）                                                                                                   | 1ポート（セントロニクス準拠）                                                                                                   | 1ポート（セントロニクス準拠）                                                                                                   |
| 標準 I/M               | SCSI                   | 1ポート | 1ポート | 1ポート | 1ポート | 1ポート | 1ポート | 1ポート | 1ポート |
| 標準 I/M               | FDD                    | 1ポート(8/5/3.5 各インチ増設可能)                                                                                               | 1ポート(8/5/3.5 各インチ増設可能)                                                                                               | 1ポート(5/3.5 各インチ増設可能)                                                                                                 | 1ポート(5/3.5 各インチ増設可能)                                                                                                 | 1ポート(8/5/3.5 各インチ増設可能)                                                                                               | 1ポート(8/5/3.5 各インチ増設可能)                                                                                               | 1ポート(8/5/3.5 各インチ増設可能)                                                                                               | 1ポート(8/5/3.5 各インチ増設可能)                                                                                               |
| 拡張スロット           | 拡張スロット           | I/O用：3スロット、メモリ専用：2スロット                                                                                         | I/O用：3スロット、メモリ専用：2スロット                                                                                         | I/O用：3スロット、メモリ専用：2スロット                                                                                         | I/O用：3スロット、メモリ専用：2スロット                                                                                         | I/O用：3スロット、メモリ専用：2スロット                                                                                         | I/O用：4スロット、メモリ専用：2スロット                                                                                         | I/O用：4スロット、メモリ専用：2スロット                                                                                         | I/O用：4スロット、メモリ専用：2スロット                                                                                         |
| マウスインターフェイス | マウスインターフェイス | キーボードに内蔵 | キーボードに内蔵 | キーボードに内蔵 | キーボードに内蔵 | キーボードに内蔵 | キーボードに内蔵 | キーボードに内蔵 | キーボードに内蔵 |
| サービスコンセント     | サービスコンセント     | 2個(プラグは3P) 主電源と連動 | 2個(プラグは3P) 主電源と連動 | 2個(プラグは3P) 主電源と連動 | 2個(プラグは3P) 主電源と連動 | 2個(プラグは3P) 主電源と連動 | 2個(プラグは3P) 主電源と連動 | 2個(プラグは3P) 主電源と連動 | 2個(プラグは3P) 主電源と連動 |
| 外形寸法(mm)           | 外形寸法(mm)           | 470(W)×385(D)×125(H)(背面カバー装着時は本体奥行＝470mm)                                                                         | 470(W)×385(D)×125(H)(背面カバー装着時は本体奥行＝470mm)                                                                         | 470(W)×385(D)×125(H)(背面カバー装着時は本体奥行＝470mm)                                                                         | 470(W)×385(D)×125(H)(背面カバー装着時は本体奥行＝470mm)                                                                         | 470(W)×385(D)×125(H)(背面カバー装着時は本体奥行＝470mm)                                                                         | 470(W)×385(D)×125(H)(背面カバー装着時は本体奥行＝470mm)                                                                         | 470(W)×385(D)×125(H)(背面カバー装着時は本体奥行＝470mm)                                                                         | 470(W)×385(D)×125(H)(背面カバー装着時は本体奥行＝470mm)                                                                         |
| 重量                   | 重量                   | 約14kg | 約14kg | 約14kg | 約14kg | 約14kg | 約14kg | 約18kg | 約18kg |
| 消費電力               | 消費電力               | 約70W(最大100W) | 約70W(最大100W) | 約70W(最大100W) | 約70W(最大100W) | 約70W(最大100W) | 約70W(最大100W) | 約180W | 約180W |

- FMR-70HL
  - CPUに80386DX-20MHzを搭載。
- FMR-70HL2/3
- FMR-80
FMRシリーズとして初めてCPUに80486を搭載した。基本アーキテクチャはFMR-70と変わらない。
- FMR-80HL
  - CPUにi486SX-25MHzを搭載。
- FMR80HL2/3
  - CPUにi486DX2-50MHzを搭載。
  - HL2/3の違いは内蔵HDDの容量。

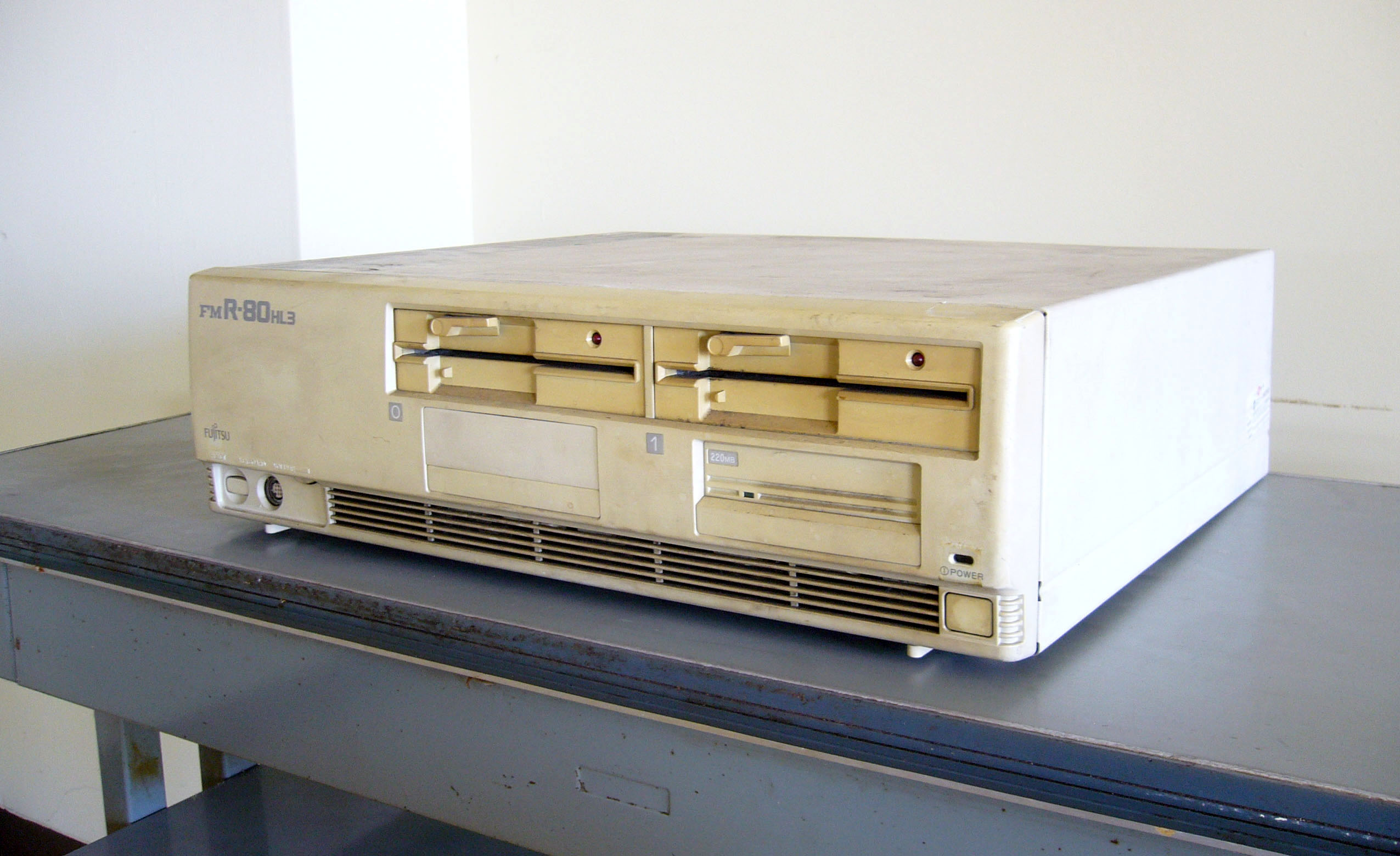
FMR-80HL3の正面
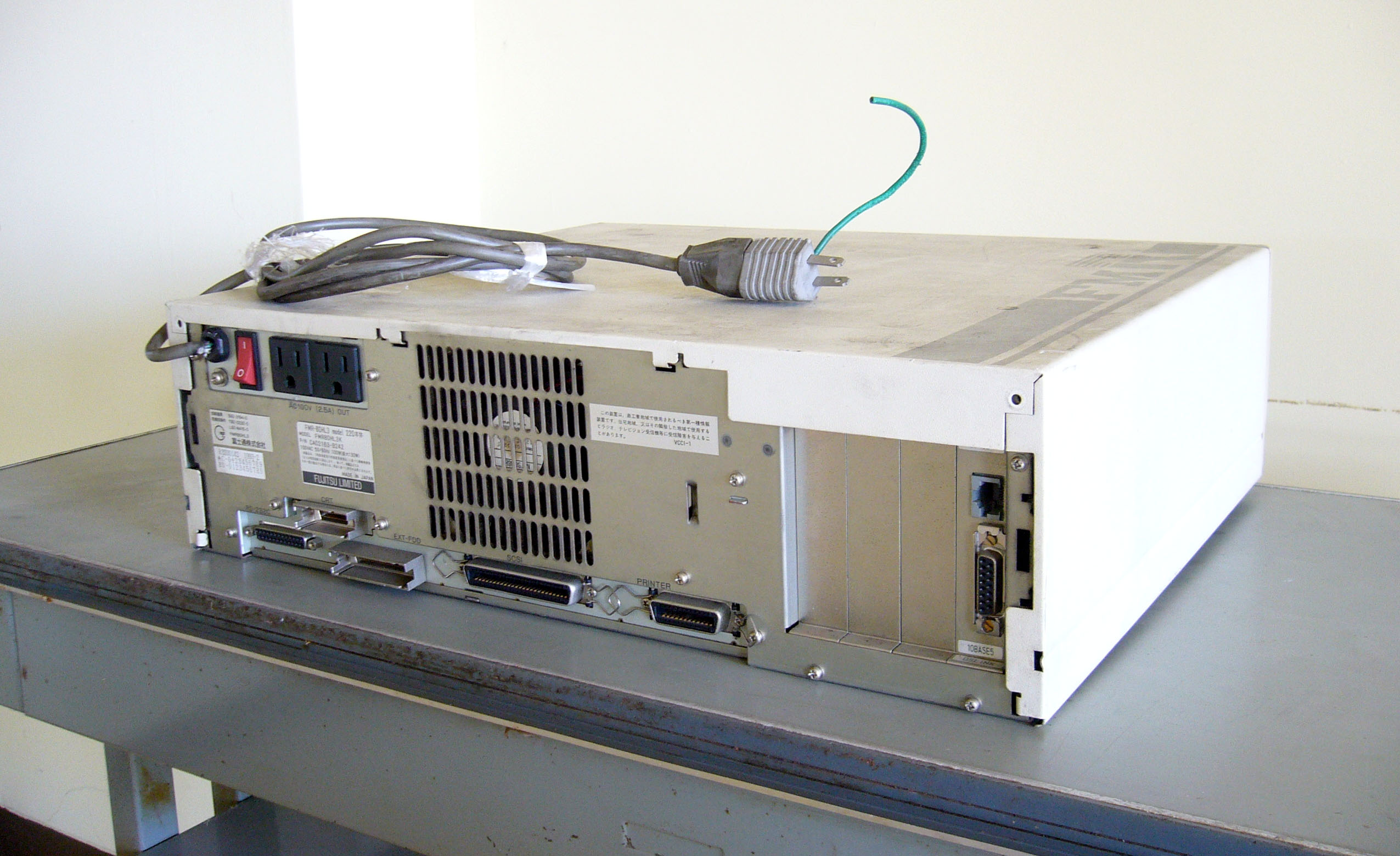
FMR-80HL3の背面
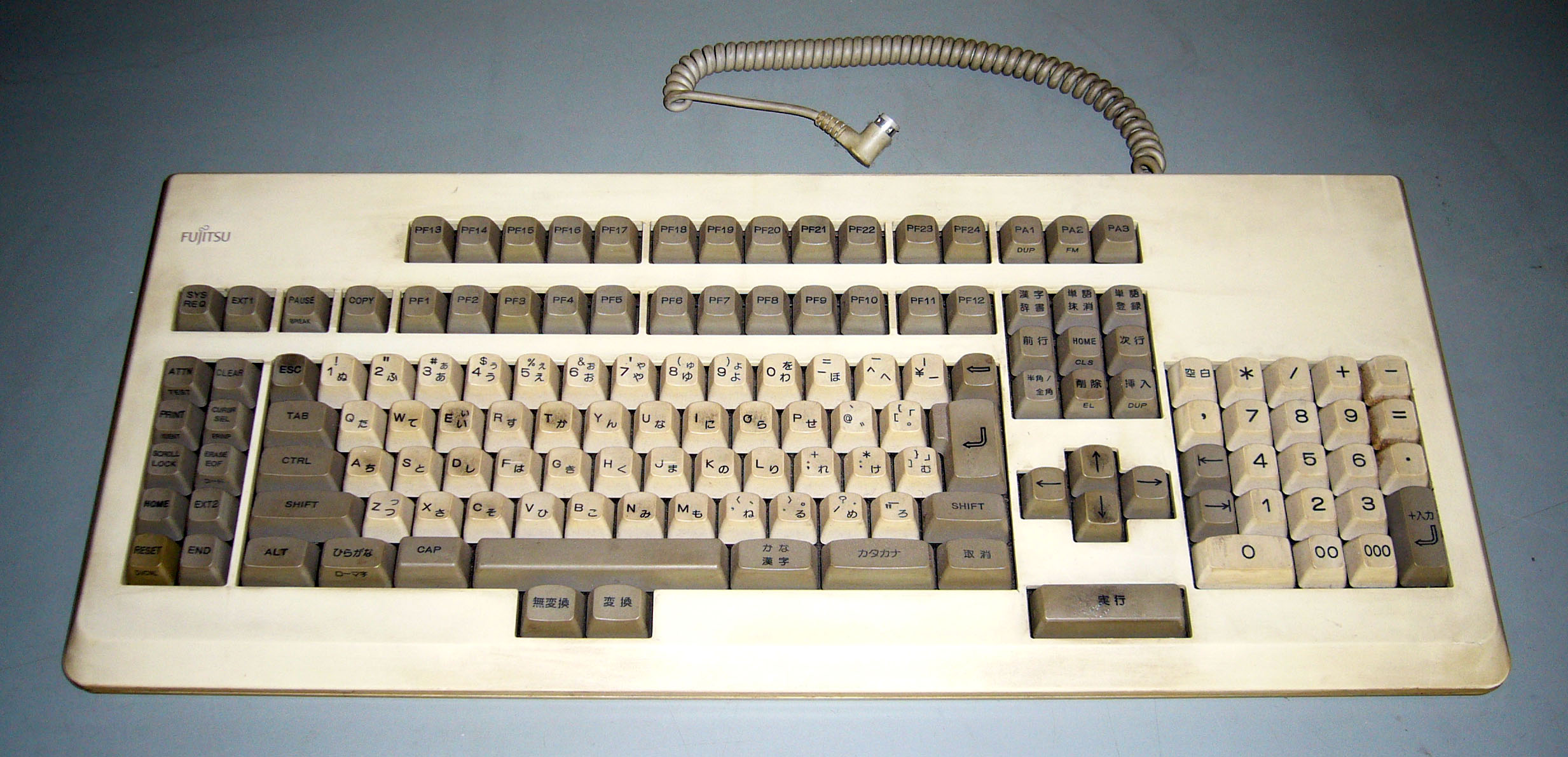
FMR-80HL3のキーボード

### FMR-CARD系
質量990g、厚さ26.5mm、単3乾電池2本での長時間駆動を実現したA4ジャストサイズのノートPCで、80C286を搭載するMS-DOS機として当時としては画期的であった。基本的にFMR-50系と互換がある。
磁気記録メディアは内蔵されていないが、MS-DOSや漢字変換辞書といった基本動作に必要なソフトウェアは本体のROMに搭載されていた。加えて、小容量ながら不揮発性RAMディスク領域があり、本体のみで漢字変換の学習内容なども保持することが可能。
外部記憶媒体としてはJEIDA Ver.4準拠のICカードスロットを2機搭載しており、FM-OASYS、MS-Works(統合オフィスソフト)、MS Quick BASIC・MS Quick C(統合開発環境)、ジャストシステム シンフォニー(統合オフィスソフト)、Lotus 1-2-3+4word(表計算)などの主要アプリケーションソフトが同規格のROMカードで提供された。書き換え可能な媒体としては同規格のSRAMカードに対応。フラッシュメモリーには対応していない。
グラフィックス表示機能に関しては、FMR-50シリーズが4096色中16色表示が可能であるのに対し本系列はVRAMを1プレーン分しか持たず、性能上はモノクロ2階調表示だが、BIOS等でハードウェアの差異を吸収することによってFMR-50シリーズとのソフトウェア互換性を実現していた。内蔵ディスプレイは反射型STN液晶で、FMR-50シリーズと同じく解像度は640×400ドット。
インターフェース類はICカードスロット2機とRS-232C 1ポート、拡張I/O 1ポート、DC入力のみだが、拡張装置として、FMR-50LT系のオプションカードを使用できる拡張ボックス(据え置き型)、DSLINK(イーサネット)アダプター、2MB増設メモリー、モデム、増設電池ボックス(以上外付け一体型)等が用意され、可搬性は損なうものの、通常のパソコンとしての利用にも充分な機能の拡張が可能であった。

#### 機種
- FMR-CARD
上述の通りCPUは80C286で、動作クロックは8MHzと4MHzで切り替え可能。内蔵RAMディスクは640KB。
本系列は単3形乾電池2本で約8時間の稼働が可能であるが、RS-232Cポート使用時は電源電圧(乾電池駆動時3.0V)からRS-232Cレベルに昇圧する必要があるため、駆動時間が約4時間と半減するという制約がある。
内部で本体基板と液晶ディスプレイを接続しているフレキシブルケーブルが断線するという故障が頻発し、対策部品への無償での回収修理が実施された。
本体ROMに不具合があり、対策品への交換修理が実施された。ROMは本体底面から着脱可能なモジュールとなっているため、希望すれば、対策版のROMモジュールを郵送で受け取りユーザー自身で交換するという方法での対策も可能であった。
- FMR-CARD/E
FMR-CARDの改良機。FMR-CARDと外寸や形状、質量はほぼ同一であるが、主に下記の点が改良・強化された。
  - 本体RAMの増加(標準1MB、最大3MB)
  - RS-232C使用時のバッテリー駆動時間の延長
  - フラッシュメモリーカードのサポート(ただし、書き込みには外付FDDのサポートユーティリティが必要)

### FMR-250系
FMR-50系列に、Windows対応強化としてグラフィックアクセラレーターを搭載した系列。

#### 機種
- FMR-250L
- FMR-250L2
- FMR-250L3
- FMR-250L4

### FMR-280系
FMR-250系同様、FMR-60/70/80系列にグラフィックアクセラレーターを搭載した系列。

#### 機種
- FMR-280H
- FMR-280H2
- FMR-280M
- FMR-280E
- FMR-280L
- FMR-280L2
- FMR-280L3
- FMR-280L4
- FMR-280P
- FMR-280P2
- FMR-280P3
- FMR-280P4
- FMR-280A
- FMR-280A2
- FMR-280A3
- FMR-280A4

## FMサーバ
FMRシリーズの中では異質だが、1992年から1994年にかけて、PC/AT互換機のPCサーバがFMRシリーズとして販売された。ただし、最後にリリースされたFM-360SVには"R"がついていない。このことから、サーバのシリーズ全体をFMサーバシリーズと呼ぶこともある。
このシリーズは1996年にGRANPOWER 5000シリーズに統合された。

### FMR-340SV/FMR-360SV
1992年7月に、それまでの富士通のFMRシリーズとは異なる32ビットEISAバス対応のPC/AT互換アーキテチャが採用されたPCサーバとしてFMR-340SVが発表された。
業界標準を意識し、OS/2 LAN Manager、Novell NetWareといったネットワークOSを使えるようにした。CPUは486SX/486DX。富士通のMシリーズ/Kシリーズと通信するための通信カードもEISAバスに装着可能。1993年11月には後続のFMR-360SVシリーズも発表された。

#### 機種
- FMR-340SV モデル20
- FMR-340SV モデル30

### FM-360SV
1994年6月にFMR-340SV、FMR-360SVの後継として発表。CPUには486DX2、Pentiumを採用、メモリ容量増大（最大384MB）、ECCメモリとRAIDの採用、無停止電源装置の提供が特徴。OSはWindows NT。

#### 機種
- FM-360SVII モデル566E
- FM-360SV モデル466E
- FM-360SV モデル566E
- FM-360SV モデル599E